# پرتقال میوه آزار: قتل‌عام آشپزخانه
پرتقال میوه آزار: قتل‌عام آشپزخانه (انگلیسی: Annoying Orange: Kitchen Carnage) یک بازی ویدئویی تک‌نفره برای سکوهای آی‌اواس و اندروید می‌باشد که توسط ثراستر گیمز توسعه و باتل راکت اپس نشر پیدا کرده است. این بازی در واقع بر اساس یک سریال اینترنتی کمدی پرطرفدار با همین نام می‌باشد.
این بازی اولین بار در ۷ آوریل ۲۰۱۱ و در آمریکای شمالی به صورت توزیع دیجیتال در آی‌تیونز و با کیفیت اچ‌دی منتشر شد.